# Euronet Worldwide
Euronet Worldwide è una società di servizi statunitense, con sede a Leawood, nel Kansas. L'azienda è un fornitore di soluzioni digitali per le transazioni e i pagamenti elettronici, che includono ATM, servizi di punto vendita (POS), cambio valuta, carte di credito e debito.  Opera nell'ambito delle carte prepagate tramite le società Transact, PaySpot, e-Pay, Movilcarga, TeleRecarga e ATX.

## Storia
Fondata nel 1994 a Leawood dai cognati Dan Henry e Mike Brown, quattro anni più tardi incorpora ARKSYS, una società informatica specializzata nella regolazione dei pagamenti e nella consegna delle transazioni.
Il 23 gennaio 2002, Euronet Worldwide annuncia la costituzione di una joint venture con First Mobile Group Holdings Limited, con sede a Hong Kong. Seguono una serie di acquisizioni: 
- Ria Money Transfer nel 2007,[8]
- Pure Commerce nel 2013, riposizionato come software as a service,
- HiFX nel 2014, intermediario nel mercato delle valute estere con sede nel Regno Unito, che ampliò la clientela anche all'Australia e Nuova Zelanda[9],
- xe.com nel 2015, sito di money transfer e informazione sui tassi di cambio[10] che due anni prima era fra i 500 domini web più visitati al mondo e nei primi 100 di Irlanda, Sud Africa e Emirati Arabi Uniti.[11]

## Operatività
Euronet opera nei segmenti di mercato di:
- trasferimento fondi da conto a conto ('electronic fund transfer, ETF): una rete di sportelli bancomat e terminali POS attiva in Europa, Asia e Medio Oriente ha permesso a istituti finanziari e società di telefonia mobile di esternalizzare le relative attività;
- gestione di servizi prepagati: la divisione e-Pay ha sedi negli Stati Uniti, Europa, Africa, Asia-Pacifico e Medio Oriente, dove fornisce carte prepagate telefoniche e Internet, regalo e di debito, contenuti mobili prepagati, come suonerie e giochi;
- trasferimento di denaro: offre servizi globali di trasferimento del denaro e di pagamento delle bollette, principalmente in Nord America, Caraibi, Europa e Asia-Pacifico.

Nel 2017-2018 Euronet ha aperto le sue prime realtà operative nel mercato italiano con un duty-free shop a Fondaco dei Tedeschi Venezia,  nella catena di alberghi Belmond. e, ad Eraclea, il primo ATM senza commissioni, con conversione automatica della valuta e compatibile con tutte le carte di credito italiane ed estere.

## Critiche
Euronet è stata oggetto di critiche per le commissioni di servizio elevate e per i tassi di cambio sfavorevoli applicati nei suoi sportelli automatici. A gennaio del 2019, la municipalità di Amsterdam ha annunciato il divieto di apertura di nuovi sportelli Euronet in città, poiché la società impone una pesante commissione sul prelievo di contanti, utilizzando tassi di cambio sfavorevoli, senza contribuire al benessere dei locali..
I sostenitori della conversione dinamica della valuta affermarono che le commissioni, in generale, offrono visibilità dei costi totali nel punto della transazione: il POS e gli ATM, applicando il tasso di cambio al momento della transazione di pagamento, permettono di conoscere esattamente e in tempo reale l'importo di denaro che verrà addebitato nel conto corrente, con tutte le voci di costo denominate nella valuta della carta prepagata.